# Flughafensicherheit

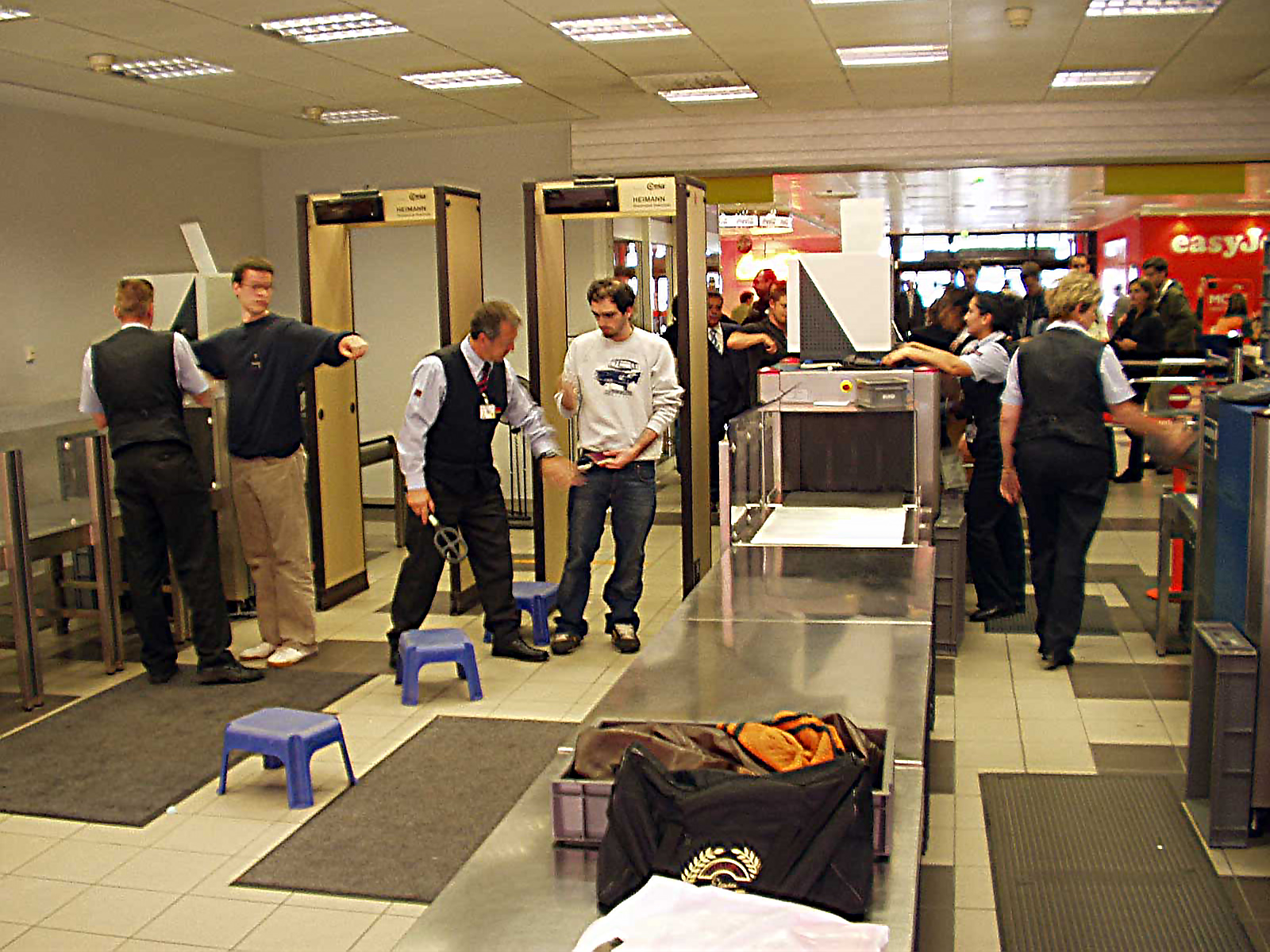
Kontrolle am Flughafen Berlin-Schönefeld

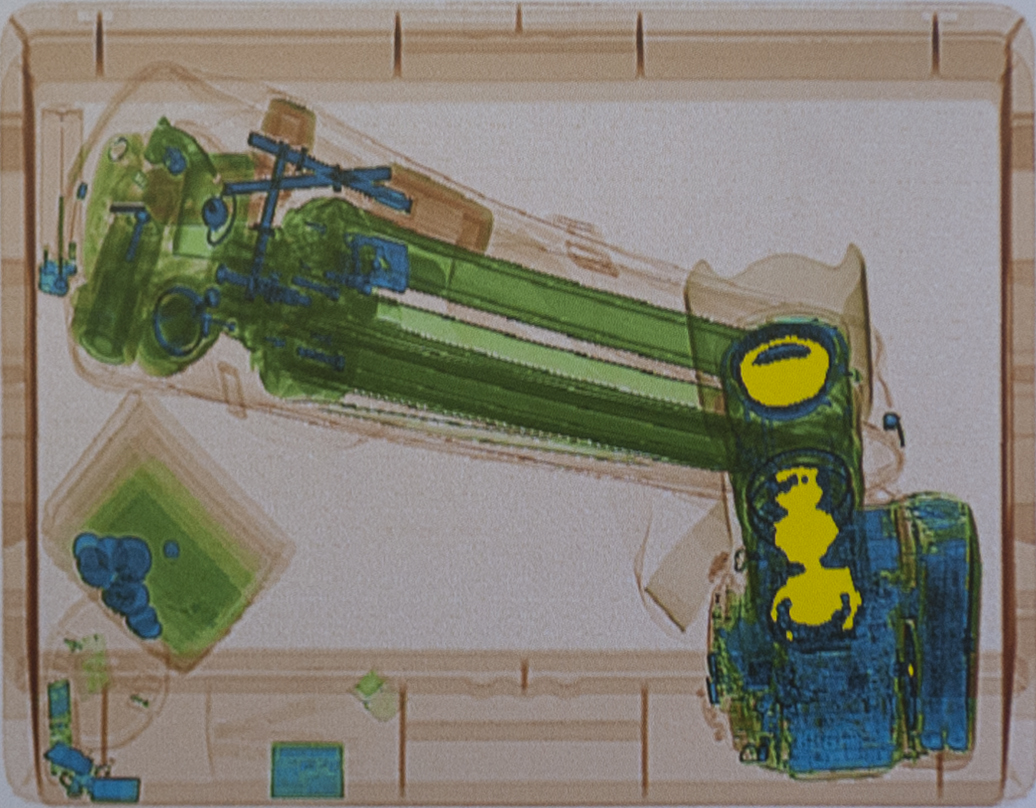
Röntgenbild am Flugplatz (Stativ, Geldbörse, Kamera)

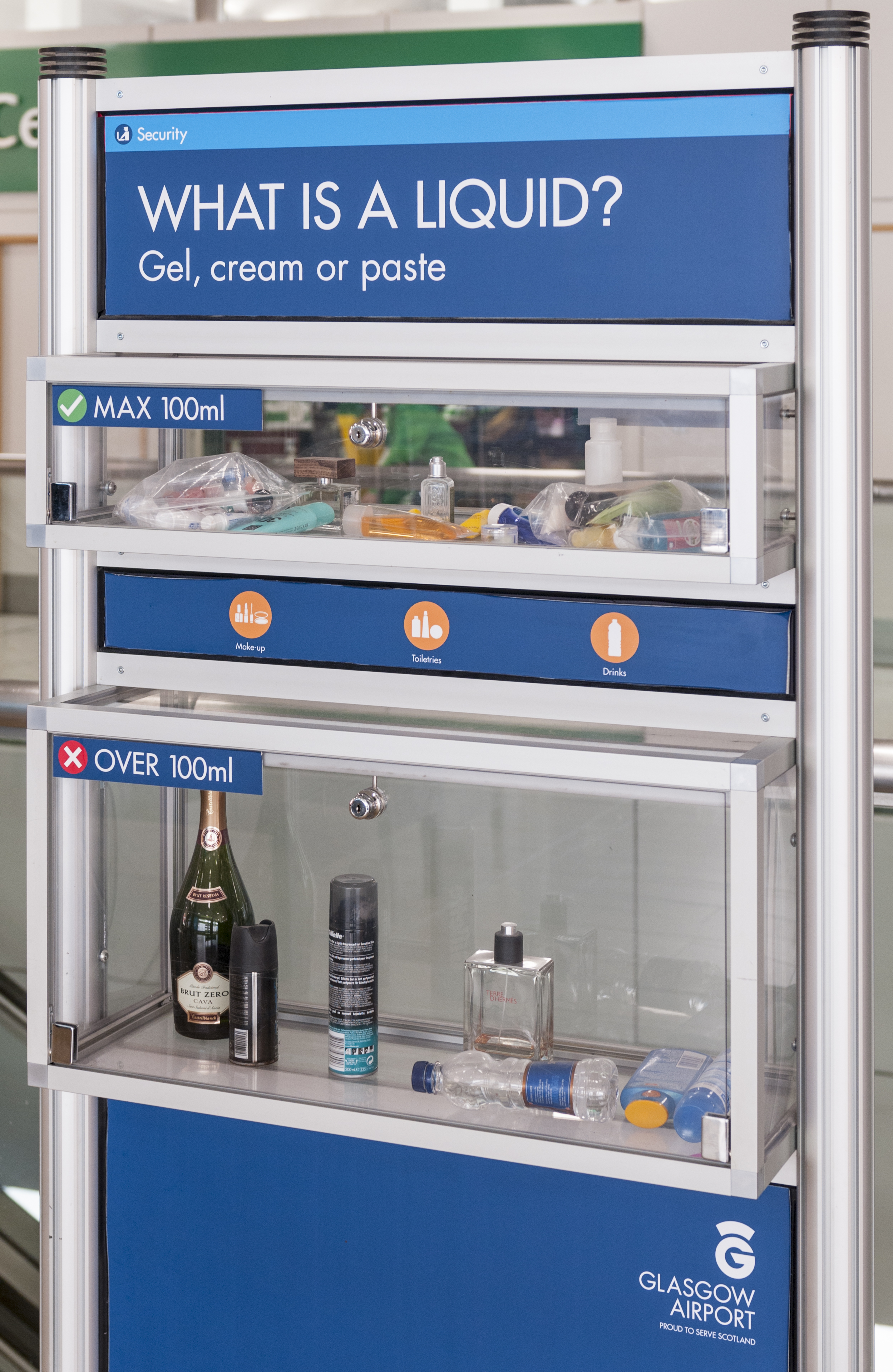
Schaukasten mit erlaubten und verbotenen Flüssigkeiten am Flughafen Glasgow

Unter Flughafensicherheit versteht man alle Maßnahmen, die der Vorbeugung gegen Verbrechen, insbesondere Terroranschläge auf einem Flughafen, also am Boden, dienen. Da sich eine große Zahl von Personen auf relativ geringem Raum aufhalten, sind Flughäfen ein potenzielles Ziel für den Terrorismus. Die meisten großen Flughäfen haben eigene Sicherheitskräfte, die von Polizeibeamten unterstützt werden. In einigen Ländern schützen paramilitärische Kräfte oder Soldaten die Flughäfen vor Bedrohungen.
Die Flughafensicherheit ist ein Teilbereich der Luftsicherheit, bei der es allgemein um die Verhinderung terroristischer oder anderer krimineller Einwirkungen auf die Sicherheit des zivilen Luftverkehrs geht.
Hiervon abzugrenzen sind die Begriffe Flugsicherheit, also im weitesten Sinne die Verhinderung von Flugunfällen, und Flugsicherung, das ist die Regelung der Verkehrsabläufe im Luftraum.
Zur Gewährleistung der Sicherheit in der Zivilluftfahrt schreibt die Internationale Zivilluftfahrtorganisation (ICAO) den verschiedenen Luftfahrtorganisationen, wie den Flughafenbetreibern, die Anwendung von Sicherheitsmanagementsystemen (SMS) vor.
Die Grundidee des SMS ist, Sicherheit als Führungsaufgabe zu verstehen, d. h. latente Gefahren proaktiv zu erkennen, um ihnen frühzeitig vorzubeugen (vgl. auch die ACRP Reports „Safety Management Systems for Airports“).

## Gesetzliche Grundlagen
Nach den Terroranschlägen am 11. September 2001 wurde die Verordnung (EG) 2320/2002 eingeführt. Damit sollte es Terroristen durch neue Sicherheitsvorkehrungen unmöglich werden, in ein Flugzeug einzudringen. Beispielsweise unterteilt man Flughäfen in bestimmte Sicherheitsbereiche, deren Zutritt streng kontrolliert wird. Auch die Kontrolle von Fluggästen und Handgepäck wurde verstärkt und die Mindestanforderungen an die Ausrüstung wurden genau geregelt. Außerdem sind Mitgliedsstaaten und Flughäfen zur Erstellung eigener Sicherheitsprogramme verpflichtet.
In Deutschland sind die Maßnahmen zur Luftsicherheit durch Bundesgesetz geregelt.
Seit dem 15. Januar 2005 gilt ein spezielles Luftsicherheitsgesetz (LuftSiG).
Die wesentlichen präventiven Aufgaben, die die Flughafensicherheit betreffen, lassen sich folgendermaßen zusammenfassen:
- § 5 LuftSiG bestimmt die Aufgaben und Kompetenzen der Luftfahrtbehörden, darunter die Durchsuchung der Passagiere und des Gepäcks.
- § 7 LuftSiG regelt das Verfahren der Zuverlässigkeitsüberprüfung, dem sich jeder deutsche Bürger, nicht aber Bürger anderer Länder, unterziehen muss, der aktiv am Luftverkehr teilnehmen will und zusätzlich alle, die sich in sicherheitsrelevanten Flughafenarealen bewegen wollen. Die Zuverlässigkeitsüberprüfung ist auf Kosten der beantragenden Person regelmäßig zu wiederholen. Diese Regelung widerspricht aber nach Ansicht der EU-Kommission europäischen Recht, der BRD wurde eine Frist gesetzt, um diese Regelung zurückzunehmen, bevor Anklage beim Europäischen Gerichtshof erhoben wird[4].
- § 8[5] LuftSiG regelt die Eigensicherungspflichten der Flughafenbetreiber (umgangssprachlich: „Flughafensicherheit“)

## Historische Entwicklung
Als Ende der sechziger Jahre international vermehrt Flugzeugentführungen vorfielen, drängte die Bundesregierung zu vorbeugenden Maßnahmen. Eine gesetzliche Grundlage gab es damals aber noch nicht. Die Landshut-Entführung 1977 erhöhte das Bewusstsein für Luftsicherheit und führte einige Jahre später zum Gesetz der Zivilluftfahrt. Das Gesetz besagte, dass die Kontrolle von Passagieren und Gepäck von den Ländern durchgeführt werden muss, die auch den größten Teil der Kosten zu tragen haben. Die Hauptbestandteile der Kontrollen dürfen nicht an private Unternehmen ausgegliedert werden um hohe Standards zu gewährleisten und Preiswettkämpfe auszuschließen. Seit 1980 werden alle Passagiere und das gesamte Handgepäck durchleuchtet bzw. durchsucht. Nach dem Lockerbie-Anschlag 1988 wurde der Anteil des kontrollierten Gepäcks fortlaufend erhöht und seit Ende 2002 wird das aufgegebene Gepäck ohne Ausnahmen vollständig überprüft. 1990 führte die Bundesregierung eine Sicherheitsgebühr ein, die Teile der Ausgaben abdecken sollte. Seit 1992 wurde das Outsourcing von Sicherheitskontrollen zugelassen, wegen strenger Auflagen konnte privates Sicherheitspersonal aber erst 1995 eingestellt werden. Der Bund übt immer noch einen starken Einfluss aus und stellt hohe Anforderungen. Seit dem versuchten Terroranschlag im Landeanflug auf Detroit im Jahr 2009 geriet die Sicherheitskontrolle stärker in den Fokus der Medien. Der Attentäter Umar Farouk konnte am Flughafen Schiphol in Amsterdam mit seinem Plastiksprengstoff unbemerkt durch den Metalldetektor gehen. Infolgedessen führte der Flughafen Amsterdam die ersten Körperscanner ein.

## Umsetzung der Gesetzesvorgaben
Passagier- und Gepäcküberprüfungen
Bei vielen Flügen wird die Identität der Passagiere, bevor sie an Bord gehen dürfen, durch Passkontrollen überprüft. Bei Flügen innerhalb des Schengen-Raums werden die Ausweise jedoch normalerweise (wenn überhaupt) nur durch die Fluggesellschaft kontrolliert. Reisende und fliegendes Personal werden in Sicherheitsschleusen mit Metalldetektoren auf metallische Gegenstände untersucht und ggf. abgetastet. Das Gepäck und sonstiges Transportgut wird geröntgt, um zu verhindern, dass Waffen oder Sprengstoff an Bord eines Flugzeugs gebracht werden. Auch das Handgepäck wird kontrolliert; nicht erlaubt sind alle Arten von Waffen und deren Nachahmungen, weitere gefährliche Gegenstände sowie die größere Mengen von Gels und Flüssigkeiten. Unbeaufsichtigte Gepäckstücke werden vom Sicherheitspersonal entfernt und untersucht. Der Schutz vor Manipulationen im Lagerbereich muss sichergestellt sein. Das Gepäck wird nur transportiert, wenn der zugehörige Passagier an Bord des Flugzeugs ist.
Zuverlässigkeitsüberprüfungen
Bedienstete an Flughäfen, Flugplätzen und bei den Fluggesellschaften, Flugschüler und Mitglieder von Flugsportvereinen, ausgenommen Piloten, die ausschließlich eine Ultraleichtflugzeug- oder Segelfluglizenz besitzen, müssen sich jährlich durch Luftsicherheitsbehörden überprüfen lassen.
Private Sicherheitsfirmen sowie Agenturen für Arbeitnehmerüberlassung werden nach einer ausführlichen Hintergrundüberprüfung zertifiziert und durch Langzeitverträge und Mindestlöhne gebunden. Die größten Agenturen im Bereich der Arbeitnehmerüberlassung auf Flughäfen sind international über einen Verband organisiert. Personal darf erst eingestellt werden, nachdem die Zuverlässigkeit vom Luftfahrt-Bundesamt durch Anfragen bei verschiedenen Stellen (z. B. Polizeivollzugsbehörde) überprüft wurde.
Personen, deren Zuverlässigkeit nicht von einer Luftsicherheitsbehörde bestätigt wird, dürfen nicht allgemein zugängliche Bereiche des Flugplatzes nur betreten, wenn sie über eine gültige Zugangsberechtigung (gültiges Flugticket) verfügen und die Kontrollen (Durchsuchung der Person und des Handgepäcks) abgeschlossen sind. Die Aufnahme einer Tätigkeit im Flughafen, auf dem Flugplatz oder in einem Flugzeug ist ihnen nicht erlaubt. Flugzeugcrews (Piloten und Flugbegleiter), Boden- und Sicherheitspersonal, Reinigungskräfte und Warenlieferanten, Transporteure, Beschäftigte bei Bauunternehmen die in sicherheitsrelevante Bereiche des Flughafens fahren müssen, unterliegen einer Zuverlässigkeitsprüfung (§ 7), und können ihre Tätigkeit ohne positiv verlaufende Zuverlässigkeitsüberprüfung praktisch nicht ausüben. Piloten mit ausländischem Flugschein sind davon jedoch nicht betroffen.
Bewachung des gesamten Flughafengeländes und kontrollierter Zugang für Lieferverkehr und Personal.
Flughafengebäude, Flugzeuge und alle wichtigen Anlagen werden durch Maßnahmen wie Alarmanlagen, Videoüberwachung, Umzäunung, Beleuchtung und Bewegungsmelder geschützt. Regelmäßig finden Streifengänge statt, um die Sicherheit am Flughafen zu gewährleisten. Der Zugang von Mitarbeitern zu sicherheitssensiblen Bereichen wird durch Dienstausweis, PIN-Eingabe oder auch biometrischen Verfahren kontrolliert.
Für die Flughafensicherheit in den USA ist jetzt die Transportation Security Administration (TSA) des Department of Homeland Security zuständig. Vor dem 11. September 2001 wurde die Sicherung von privaten Sicherheitsfirmen wahrgenommen und auf Drängen der Flughafen-Betreiber und Fluglinien wurden häufig die billigsten Sicherheitsfirmen bevorzugt. Nicht selten war der am niedrigsten bezahlte Angestellte des Flughafens eine Sicherheitskraft.
Fracht und Post
In Deutschland gibt es so genannte reglementierte Beauftragte, das heißt Spediteure und Abfertigungsunternehmen, die vom Luftfahrt-Bundesamt zertifiziert werden. Dafür muss eine Sicherheitsdokumentation von Sendungen vorhanden sein, Mitarbeiterschulungen und weitere Maßnahmen zum Schutz der Lufttransportsicherheit. Außerdem gibt es die Regelung der bekannten Versender, die gegenüber den reglementierten Beauftragten eine Sicherheitserklärung abgeben müssen. Daraufhin werden ihre Sendungen als bekannte Fracht behandelt und die Frachtstücke am Flughafen nur noch stichprobenartig kontrolliert.
Für Postsendungen, die in Flugzeugen befördert wird, gelten ähnliche Vorschriften wie für Fracht. Zusätzlich werden bei Expresssendungen die Streckenführung und die Flugzeit der transportierenden Maschine nicht genannt.

### Profiling
Beim sogenannten „Profiling“ wird nach Personen mit verdächtigem Verhalten gesucht.